# Енцо Фернандес
Енцо Хереміас Фернандес (ісп. Enzo Jeremías Fernández; нар. 17 січня 2001) — аргентинський футболіст, півзахисник клубу «Челсі».

## Клубна кар'єра
Народився 17 січня 2001 року в Сан-Мартіні, Аргентина і був названий на честь триразового переможця Кубка Америки Енцо Франческолі через захоплення його батька Рауля уругвайським футболістом. Вихованець футбольної академії клубу «Рівер Плейт», за яку виступав з 2006 року. У січні 2019 року був включений до заявки першої команди «Рівер Плейта», проте його дебют в основному складі клубу відбувся лише 4 березня 2020 року в матчі Кубка Лібертадорес проти «ЛДУ Кіто» (0:3), в якому Фернандес замінив Сантьяго Сосу.
У серпні 2020 року Фернандес відправився в оренду в клуб «Дефенса і Хустісія». 17 вересня 2020 року дебютував за клуб у матчі Кубка Ліберадорес проти «Дельфіна» (3:0). За підсумками сезону став з командою переможцем Південноамериканського кубка 2020 року, здобувши таким чином перший трофей у своїй кар'єрі.
Влітку 2021 року повернувся до «Рівера Плейту», після чого закріпився в основному складі клубу. 14 серпня 2021 року забив свій перший гол за «Рівер Плейт» у матчі проти «Велес Сарсфілд» (2:0). У грудні 2021 продовжив свій контракт з «Рівер Плейт» до 2025 року. Після багатообіцяючого старту в сезоні 2022 року, в якому він забив вісім голів і віддав шість результативних передач у 19 іграх, Фернандес був визнаний найкращим молодим футболістом Аргентини і отримав зацікавлення від кількох європейських команд.
14 липня 2022 року перейшов до лісабонської «Бенфіки» за 10 млн євро (плюс 8 млн євро бонусів). Згідно з умовами угоди, «Рівер Плейт» отримає 25 % від майбутнього продажу гравця. У «Бенфіці» Фенандес отримав футболку з номером «13», яку носив легенда клубу Ейсебіо. 2 серпня 2022 року дебютував за «Бенфіку», вийшовши у стартовому складі у матчі третього кваліфікаційного раунду Ліги чемпіонів УЄФА проти «Мідтьюлланна» і відзначився забитим м'ячем. 5 серпня 2022 року забив гол у своєму дебютному матчі в португальській Прімейра-лізі проти «Ароки».
31 січня 2023 Фернандес перейшов в англійський клуб « Челсі», підписавши восьмирічний контракт. Вартість трансферу склала 121 млн євро (106,8 млн фунтів), що стало рекордом для Великої Британії.

## Кар'єра у збірній
У 2019 році провів два матчі за збірну Аргентини до 20 років на турнірі в Алькудії.
У листопаді 2021 року отримав свій перший виклик до головної збірної Аргентини, втім на поле не вийшов.

## Титули та досягнення
Збірна
- Чемпіон світу: 2022

Челсі
- Переможець Ліги конференцій УЄФА: 2025
- Переможець Клубного чемпіонату світу: 2025

Особисті
- Найкращий молодий гравець чемпіонату світу: 2022